# Síndrome de Benjamin
Síndrome de Benjamin (o anemia Benjamin) es un tipo de enfermedad congénita múltiple / síndrome de retraso mental . Se caracteriza por anemia hipocrómica con deficiencia mental y diversas anomalías craneofaciales y otros.
Fue descrita por primera vez en la literatura médica en 1911. Los síntomas incluyen macrocefalia, malformaciones del oído externo, caries, micromelia, deformidades de los huesos hipoplásico, hipogonadismo, anemia hipocrómica con tumor en algunos casos y retraso mental.